# 大島一衛

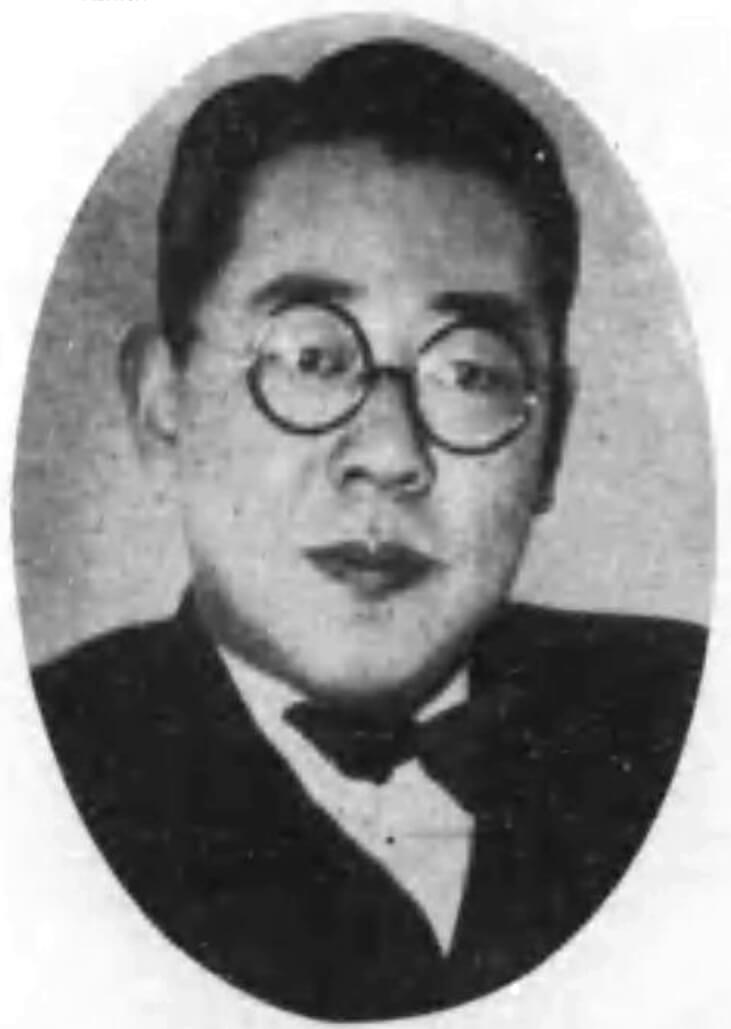
国民新聞営業局長時代（1941年撮影）

大島 一衛（おおしま いちえ、1905年8月22日 - 1961年9月23日）は、昭和時代前期に活動した日本の新聞編集者。

## 来歴
1905年（明治38年）、石川県で山中一兵の長男として出生。1928年（昭和3年）に京都帝国大学経済学部を卒業し、新愛知新聞社に入社する。入社後に新愛知の創業者・大島宇吉の次男で愛知県守山町の第6代町長を務めた大島藤次郎の婿養子となり、1935年（昭和10年）に新愛知傘下の国民新聞社へ営業局長として出向した。
翌1936年（昭和11年）、新愛知編集主幹兼国民新聞代表取締役の田中斉が読売新聞の正力松太郎から職業野球への参入を持ち掛けられたことを契機として「大日本野球連盟」と称する独自のリーグ設立構想を立て、新愛知傘下で名古屋軍（大日本野球連盟名古屋協会）、国民新聞傘下で大東京軍（大日本野球連盟東京協会）をそれぞれ発足させたが、この時は一衛が大東京軍の監査役と名古屋軍の取締役を兼ねていただけでなく田中が両球団の専務、義兄（妻の実兄）の大島一郎が名古屋軍副会長兼大東京軍取締役、新愛知の社外から名古屋軍会長に迎えられた弁護士の大野正直が大東京軍の取締役を兼ねる名実共に「兄弟球団」の体制であった。だがこの体制は長続きせず大東京軍は同年のシーズン終了後、経営難のため1年で国民新聞傘下を離れている。
1942年（昭和17年）、戦時下の新聞統制を受けて国民新聞は競合紙の都新聞と合併し、新たに社団法人の東京新聞社が発足する。前月に新愛知と名古屋新聞の合併で発足した中部日本新聞はこの時に経営から手を退くことになったが一衛は東京新聞に留まり、理事を務めた。1947年（昭和22年）に一時退社したが、1950年（昭和25年）に東京新聞へ復帰し、工務局長に至る。
1961年（昭和36年）9月23日、東京の慶應義塾大学病院で死去。享年57（満56歳没）。一衛の没後、東京新聞はかつて国民新聞を傘下に置いていた新愛知新聞社を前身の1社とする中日新聞社の傘下に入り、1967年（昭和42年）10月からは中日新聞東京本社に発行元が移っている。

## 家族
- 妻：大島ゆき（大島藤次郎五女）[1]
  - 長男：大島建彦（東洋大学名誉教授）[1]
  - 次男：大島宏彦（中日新聞社最高顧問、元東海テレビ放送代表取締役）[1] - 大島一郎の養嗣子[2][4]。
    - 次男長男：大島宇一郎（中日新聞社社長、東海テレビ放送代表取締役）

  - 三男：大島信彦[1]